# U-1005
U-1005 – niemiecki okręt podwodny (U-Boot) typu VII C/41 z okresu II wojny światowej. Okręt wszedł do służby w 1943 roku.

## Historia
Wcielony do 31. Flotylli U-Bootów celem szkolenia załogi, od lutego 1945 roku w 11. Flotylli jako jednostka bojowa.
U-1005 odbył dwa patrole bojowe, podczas których nie zatopił żadnej jednostki przeciwnika.
Poddany 14 maja 1945 w Bergen (Norwegia), przebazowany 30 maja do Loch Ryan (Szkocja).
Zatonął 5 grudnia 1945 roku po zerwaniu się z holu podczas transportu na miejsce zniszczenia w ramach operacji Deadlight.